# Kecerovce
Kecerovce és un poble i municipi d'Eslovàquia a la regió de Košice. El 2017 tenia 3.477 habitants.

## Història
La primera referència escrita de la vila data del 1567.

## Demografia
| Godina             | 1994 | 2004    | 2014    | 2024    |
| ------------------ | ---- | ------- | ------- | ------- |
| Nombre de persones | 1937 | 2582    | 3283    | 4076    |
| Diferència         |      | +33,29% | +27,14% | +24,15% |

| Godina             | 2023 | 2024   |
| ------------------ | ---- | ------ |
| Nombre de persones | 3973 | 4076   |
| Diferència         |      | +2,59% |